# 小行星26002
小行星26002（26002 Angelayeung）是一颗绕太阳运转的小行星，为主小行星带小行星。该小行星于2001年3月20日发现。

## 轨道参数
小行星26002的轨道半长轴为379 934 662 km，2.5396702 UA，离心率为0.166。